# Cantuaria napua
Cantuaria napua là một loài nhện trong họ Idiopidae.
Loài này thuộc chi Cantuaria. Cantuaria napua được Raymond Robert Forster miêu tả năm 1968.